# Waschhaus (Everly)

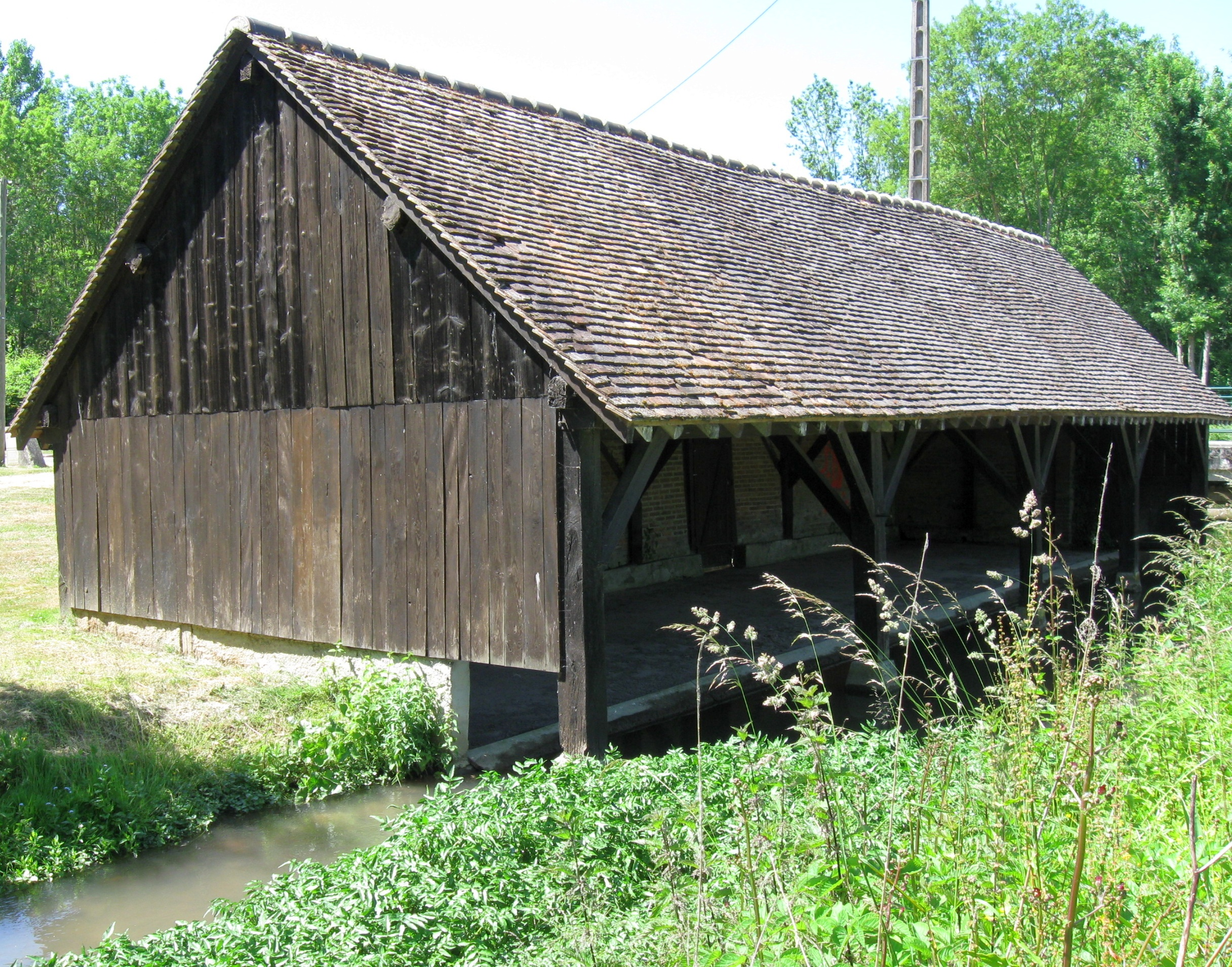
Waschhaus in Everly

Das öffentliche Waschhaus (französisch lavoir) in Everly, einer französischen Gemeinde im Département Seine-et-Marne in der Region Île-de-France, wurde um 1860 errichtet. Das ehemalige Waschhaus, das von einem Satteldach gedeckt wird, steht an der Routes des Ormes. 
Das Waschhaus wird vom Bach Méances mit Wasser versorgt. Fünf hölzerne Träger des Gebäudes stehen auf steinernen Fundamenten, die im Wasser gebaut wurden.